# Helen Martin
Helen Dorothy Martin (San Luis, 23 de julio de 1909-Monterrey, 25 de marzo de 2000) fue una actriz estadounidense de teatro y televisión. La carrera de Martin abarcó más de 60 años, apareciendo primero en el escenario y luego en cine y televisión. Martin es conocida por sus papeles de Wanda en la comedia de CBS Good Times (1974-1979) y de Pearl Shay en la comedia de NBC 227 (1985-1990).

## Biografía

### Primeros años y educación
Martin nació en San Luis y creció en Nashville, Tennessee. Era hija única de una familia de músicos. Los padres de Martin querían que su hija se convirtiera en concertista de piano. A instancias de sus padres, Martin asistió a la Universidad Fisk durante dos años antes de abandonarla para embarcarse en una carrera como actriz. Durante la Gran Depresión, Martin se mantuvo como trabajadora doméstica.

### Carrera
Después de dejar la universidad, Martin se mudó a Chicago y, posteriormente, a la ciudad de Nueva York para estudiar actuación en el WPA Theatre y los Rose McClendon Players. Fue miembro fundador del American Negro Theatre de Harlem. Martin se convirtió en una actriz de carácter en Broadway durante muchas décadas, debutando en Orchids Preferred en 1937 y posteriormente en la producción de Orson Welles de Native Son en 1941.
Martin apareció en una docena de espectáculos de Broadway, incluidos The Blacks de Jean Genet, el musical Raisin de 1973 a 1975, Purlie Victorious de Ossie Davis (y más tarde la versión musical, que se llamó Purlie), The Amen Corner y Período de ajuste de Tennessee Williams.
Martin se hizo ampliamente conocida más adelante en la vida debido a sus papeles en populares series de televisión, que le atrajeron una gran audiencia. Tuvo un papel recurrente como Wanda, alias «Weeping Wanda», en la serie de televisión Good Times, y más tarde como la vecina Pearl Shay en la comedia televisiva 227, que duró desde 1985 hasta 1990. Martin también tuvo un papel en las comedias de situación de corta duración Baby, I'm Back (como la suegra, Luzelle)  y That's My Mama. Martin interpretó a una variedad de abuelas en películas: Hollywood Shuffle (1987), Don't Be a Menace to South Central While Drinking Your Juice in the Hood (1996), I Got the Hook Up (1998), House Party 2 (1991) y Mama Doll en Bulworth (1998).
Mientras aparecía en Late Night with Conan O'Brien para promocionar Don't Be a Menace, Martin enloqueció al presentador Conan O'Brien y al público con sus comentarios, respondiendo a una pregunta sobre su elección como abuela fumadora de marihuana en la película I love the reefer! («¡Me encanta el porro!»), y que sería estríper si no se hubiera dedicado a la actuación, tras la afirmación con un sugerente baile.

### Muerte
Martin murió de un ataque al corazón el 25 de marzo de 2000, en Monterrey, California, a la edad de 90 años.

## Filmografía
- 1955 The Phenix City Story como Helen Ward
- 1961 Frontiers of Faith (serie de televisión, 1 episodio) como Desconocido [11]
- 1969 J. T. (película para televisión) como Mrs. Hill
- 1970 Cotton Comes to Harlem como hermana de la iglesia
- 1970 Where's Poppa? como solicitante de segundo empleo
- 1971 The Anderson Tapes como papel secundario (sin acreditar)
- 1973 Big Daddy (película para televisión) como desconocido
- 1973-1974 Maude (Serie de TV, 2 episodios) como Stella
- 1974 Death Wish como Alma Lee Brown
- 1974-1979 Good Times (serie de televisión, 7 episodios) como Wanda
- 1975 That's My Mama (serie de televisión, 6 episodios) como Laura
- 1976-1979 What's Happening!! (serie de televisión) como Millie / Mrs. Lloyd
- 1976-1977 Sanford and Son (Serie de TV) como Millie / Enfermera / Hermana de la Iglesia #1 / Dama #1
- 1977 Insight (serie de televisión, 1 episodio) como Bessie
- 1977 Starsky y Hutch (serie de televisión, 2 episodios) como Nellie 'Dirty Nellie' / Vivian Fellers
- 1978 Baby... I'm Back! (serie de televisión, 13 episodios) como Luzelle Carter
- 1978 A Hero Ain't Nothin' but a Sandwich como Mrs. Bell
- 1978 Cindy (película para televisión) como la dama de las flores
- 1979 Lawman Without a Gun (película para televisión) como la Sra. Cartwright
- 1979 Dummy (película para televisión) como la Sra. Harrod
- 1979 Better Late Than Never (película para televisión) como (papel desconocido)
- 1980 The Stockard Channing Show (Serie de TV, 1 episodio) como Maid
- 1980-1981 The White Shadow como Louise / Anciana
- 1981-1983 Hill Street Blues como vecina / mujer espectadora
- 1982 T. J. Hooker (serie de televisión, 1 episodio) como Mrs. Sears
- 1982 Wacko como la madre de Harbinger
- 1983 Alice (serie de televisión, 1 episodio) como Cliente
- 1983 Los Jefferson (Serie de TV, 1 episodio) como Alice
- 1983 El contrato del siglo como Bautista #3
- 1984 Hardcastle and McCormick (serie de televisión, 1 episodio) como Mrs. Prufrock
- 1984 The Jerk, Too (película para televisión) como la abuela Johnson
- 1984 St. Elsewhere (serie de televisión, 1 episodio) como anciana
- 1984 Repo Man como la Sra. Parks
- 1984 Benson (serie de televisión) como la tía Lil de Benson en el episodio «The Reunion»
- 1985-1990 227 (serie de televisión, 116 episodios) como Pearl Shay
- 1985 Amos (película para televisión) como la Sra. McKenzie
- 1987 Hollywood Shuffle como la abuela de Bobby
- 1989 A Raisin in the Sun (película para televisión) como la Sra. Johnson
- 1989 Full House (serie de televisión, 1 episodio) como Shirley
- 1990 Night Angel como Sadie
- 1990 The Flash (serie de televisión, 1 episodio) como Sadie Grosso
- 1991 A Rage in Harlem como Mrs. Canfield
- 1991 Doc Hollywood como Maddie, Comité de Bienvenida
- 1991 House Party 2 como la Sra. Deevers
- 1993 The Pitch (cortometraje) como anciana
- 1994 Beverly Hills Cop III como abuela
- 1995 The Parent 'Hood (serie de televisión, 1 episodio) como Ms. Morris
- 1995 The Wayans Bros. (serie de televisión, 1 episodio) como Mother Evans
- 1996 Don't Be a Menace to South Central While Drinking Your Juice in the Hood como la abuela de Loc Dog
- 1997 Kiss the Girls como Nana Cross
- 1997 I'm Bout It (V) como la Sra. Alberta
- 1998 The Jamie Foxx Show (serie de televisión, 1 episodio) como Madre Superiora
- 1998 Since You've Been Gone (película para televisión) como Old Lady
- 1998 Bulworth como Momma Doll
- 1998 I Got the Hook-Up como Abuela
- 1999 At Face Value (cortometraje) como Miss Ella
- 2000 Something to Sing About (película para televisión) como anciana (último papel cinematográfico)